# المركز الأوروبي لرصد المخدرات والإدمان
المركز الأوروبي لرصد المخدرات وومكافحة الإدمان European Monitoring Centre for Drugs and Drug Addiction EMCDDA هو وكالة تابعة للاتحاد الأوروبي ومقرها في لشبونة في البرتغال. تأسس المركز في عام 1993، وهو يسعى جاهداً ليكون «النقطة المرجعية» بشأن تعاطي المخدرات للدول الأعضاء في الاتحاد الأوروبي، ولتقديم «معلومات واقعية وموضوعية وموثوقة وقابلة للمقارنة» حول تعاطي المخدرات وإدمان المخدرات والمضاعفات الصحية ذات الصلة، بما في ذلك التهاب الكبد. وفيروس نقص المناعة البشرية / الإيدز والسل. على الرغم من أن المركز يخدم أوروبا بشكل أساسي، إلا أنه يعمل أيضًا مع شركاء آخرين وعلماء وصانعي السياسات في جميع أنحاء العالم. في عام 2013، أقرت جمعية المكتبات الأمريكية بثلاثة منشورات لـلمركز من بين الوثائق الحكومية البارزة لعام 2012.

## المهمة والدور

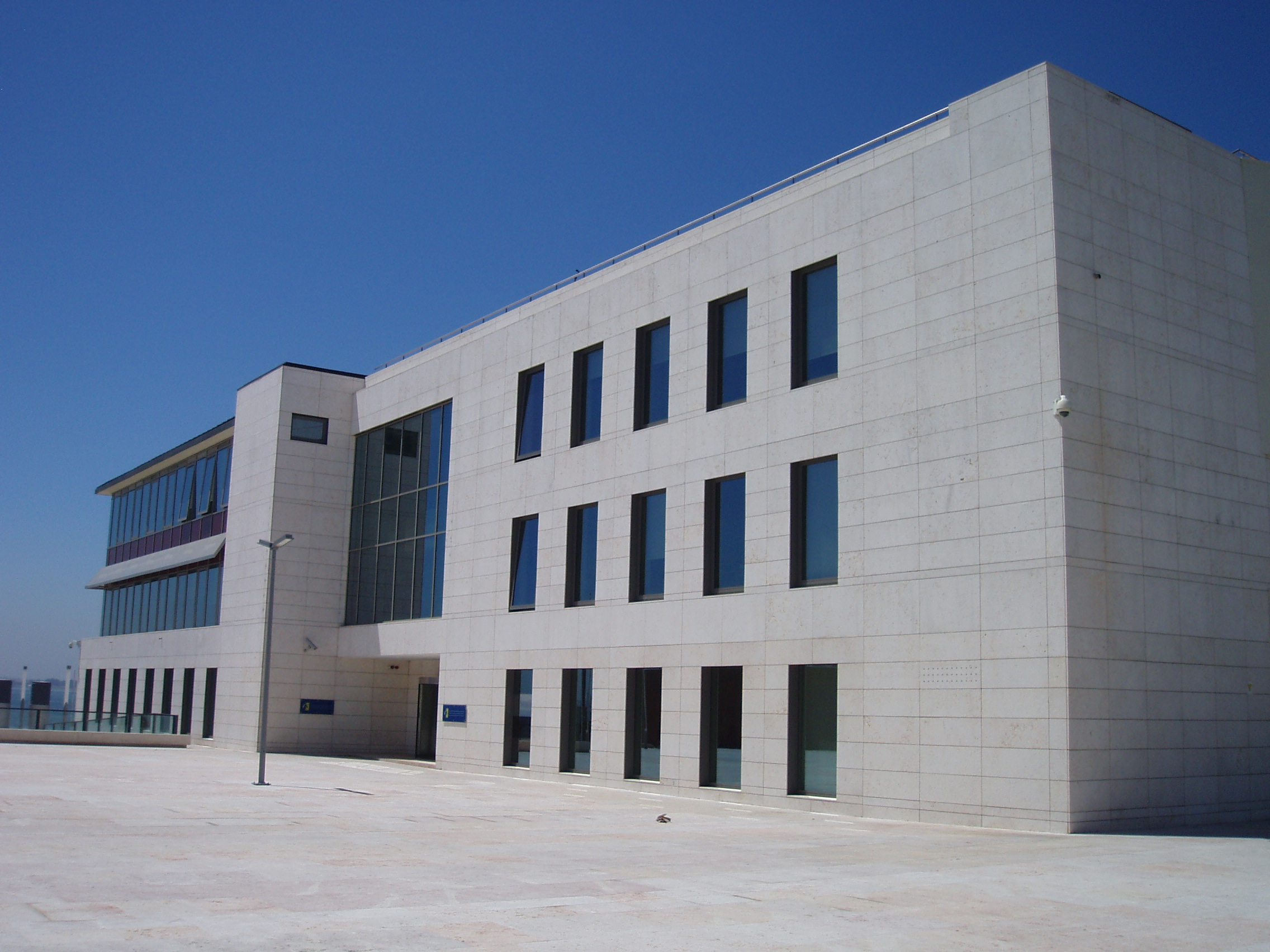
أحد مبنيين وكالة المركز الأوروبي لرصد المخدرات والإدمان في لشبونة

تأسس المركز الأوروبي لرصد المخدرات والإدمان على مبدأ أن البحث العلمي المستقل هو «مورد حيوي لمساعدة قارة أوروبا على فهم طبيعة مشاكل الأدوية لديها والاستجابة لها بشكل أفضل.» 
المهام المعلنة للمركز هي:
- تزويد المجتمع والدول الأعضاء في الاتحاد الأوروبي بالمعلومات الواقعية والموضوعية والموثوقة والقابلة للمقارنة على المستوى الأوروبي فيما يتعلق بالمخدرات والإدمان على المخدرات وعواقبهما"
- جمع وتسجيل وتحليل المعلومات حول «الاتجاهات الناشئة»، لا سيما في استخدام العقاقير المتعددة، والاستخدام المشترك للمواد ذات التأثير النفساني المشروع وغير المشروع
- تقديم معلومات عن أفضل الممارسات في الدول الأعضاء في الاتحاد الأوروبي وتسهيل تبادل هذه الممارسات فيما بينها [7]

من بين المجموعات المستهدفة للمركز صانعو السياسات، الذين يستخدمون هذه المعلومات للمساعدة في صياغة استراتيجيات دوائية وطنية متماسكة. يخدم أيضًا المتخصصون والباحثون العاملون في مجال الأدوية، وعلى نطاق أوسع، في وسائل الإعلام الأوروبية وعامة الناس.
تقع في صميم عمل المركز مهمة تحسين إمكانية مقارنة معلومات الأدوية عبر أوروبا واستنباط الأساليب والأدوات اللازمة لتحقيق ذلك. نتيجة للجهود المبذولة حتى الآن، يمكن للبلدان الآن عرض كيفية ملاءمتها للصورة الأوروبية الأوسع ودراسة المشكلات والأهداف المشتركة. السمة الرئيسية لظاهرة المخدرات هي طبيعتها المتغيرة والديناميكية، وتتبع التطورات الجديدة هو مهمة مركزية لـلمركز.

## شبكة العلاقات والتقارير
يحصل المركز على المعلومات بشكل أساسي من «شبكة Reitox»: مجموعة من نقاط الاتصال في كل من 28 دولة عضو في الاتحاد الأوروبي، والنرويج، والبلدان المرشحة للانضمام إلى الاتحاد الأوروبي، وفي المفوضية الأوروبية. تربط هذه الشبكة البشرية والحاسوبية أنظمة المعلومات الوطنية للدول الأعضاء الـ 28 والنرويج وشركائها الرئيسيين بـ المركز. إنها بمثابة أداة عملية لجمع وتبادل البيانات والمعلومات.
يقدم التقرير السنوي عن حالة مشكلة المخدرات في الاتحاد الأوروبي والنرويج ونشرة إحصائية عبر الإنترنت لمحة عامة سنوية عن أحدث حالة واتجاهات المخدرات الأوروبية. وفي الوقت نفسه، توفر ملخصات الحالة القطرية عبر الإنترنت مجموعة من البيانات الوطنية المتعلقة بالمخدرات.

## الشراكات
يعمل المركز الأوروبي لرصد المخدرات وومكافحة الإدمان بالشراكة مع دول خارج الاتحاد الأوروبي وكذلك مع الهيئات الدولية مثل برنامج الأمم المتحدة الدولي لمكافحة المخدرات، ومنظمة الصحة العالمية، ومجموعة بومبيدو التابعة لمجلس أوروبا، ومنظمة الجمارك العالمية، ومنظمة الشرطة الجنائية الدولية. (الانتربول) ومكتب الشرطة الأوروبي.

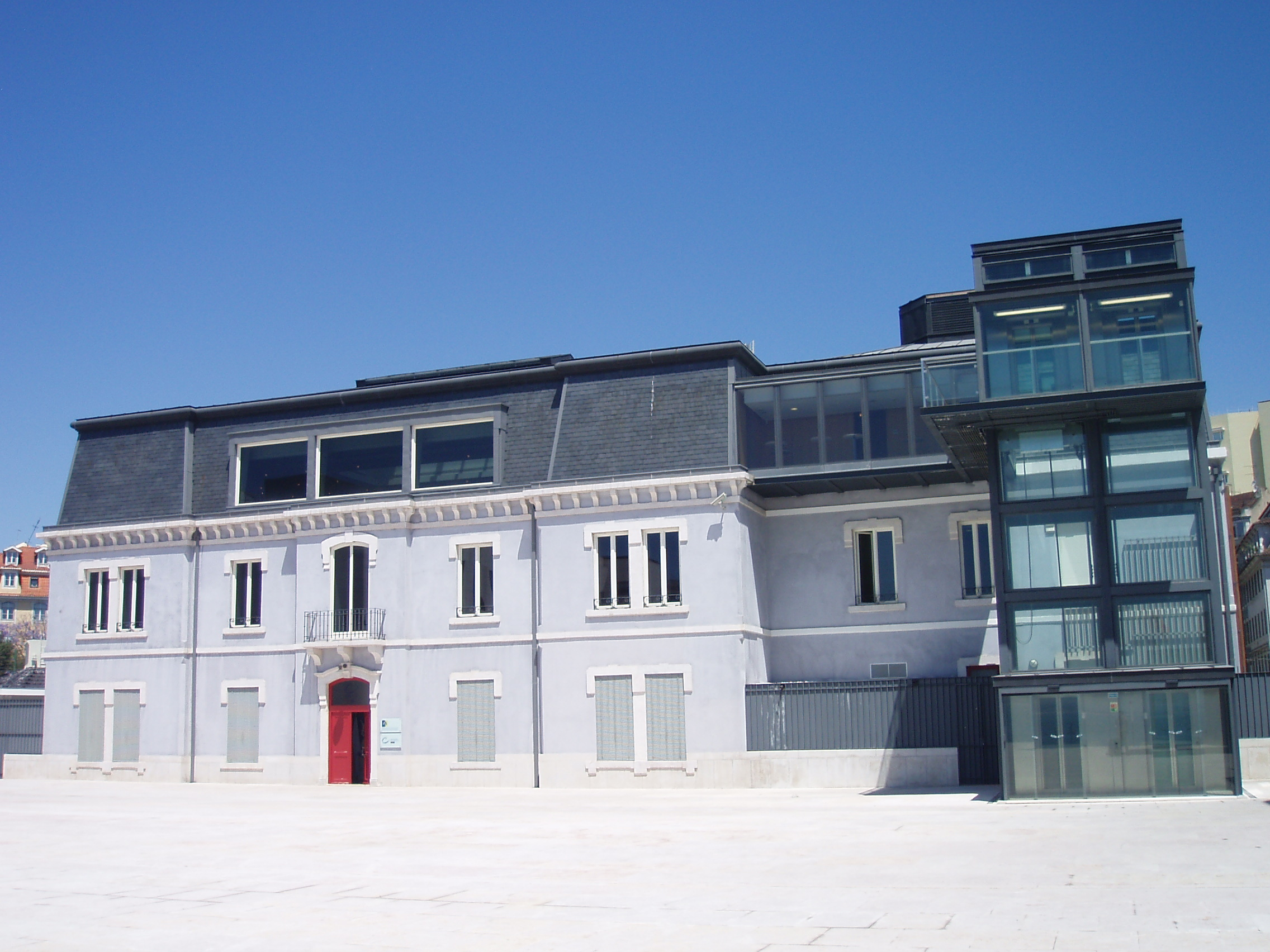
Palacete do Relógio - أحد مبنيي الوكالة في لشبونة

## التقييم النقدي
تم تحديد حدود فعالية المنظمة على أنها تباين محتمل في معايير البحث والصرامة بين الدول الأعضاء. تعد الجهود المبذولة لتوحيد البحث وجمع البيانات عنصرًا أساسيًا للحفاظ على الاتساق والصلاحية في التطبيق العالمي في جميع أنحاء الاتحاد الأوروبي. يمكن الاستفادة أيضًا من المراقبة الأكثر تفصيلاً وفي الوقت المناسب لاتجاهات الأدوية الناشئة في الوفاء بدور المنظمة في توفير استجابات وقائية للقضايا المتعلقة بالمخدرات. يتمثل أحد التحديات الإضافية التي يواجهها قسم إدارة الكوارث والطوارئ في ضمان إدارة الموارد المحدودة بشكل فعال حتى لا يتم توفير تكرار للبحوث ويصبح الخطر زائداً عن الحاجة.
يعتبر المركز الأوروبي لرصد المخدرات وومكافحة الإدمان استباقيًا في اقتراح تغيير إيجابي في السياسة، بناءً على جمع البيانات الخاصة بهم، إلى المنظمات التي يمكنها تنفيذ هذه التغييرات. تم تقديم أحد هذه التغييرات في تقريرهم السنوي لعام 2015 بعنوان «بدائل لمعاقبة مرتكبي جرائم تعاطي المخدرات». أيد رازمادزي وزملاؤه في مراجعتهم لتقرير المركز الأوروبي لرصد المخدرات وومكافحة الإدمان الزعم القائل بأن متعاطي المخدرات المسجونين يضعون عبئًا ماليًا كبيرًا على الدول بالإضافة إلى إلحاق المزيد من الضرر بمستخدمي المخدرات وعائلاتهم. تظهر الأدلة أن هذا الخيار يجرم المجرمين ويشجع على العودة إلى الإجرام بينما توفر برامج العلاج وإعادة التأهيل خيارًا أفضل للحفاظ على كل من متعاطي المخدرات والجمهور أكثر أمانًا. هذا النهج البديل تجاه متعاطي المخدرات يتماشى مع المبادئ التوجيهية الصادرة عن الأمم المتحدة عام 1988 ومجلس الاتحاد الأوروبي في عام 2012.

## الروابط الخارجية
- الموقع الرسمي